# Pink Cross
 (décembre 2017).
Pink Cross est l'association faîtière des organisations gays en Suisse. Elle représente environ 8 000 homosexuels issus des quatre régions linguistiques du pays au travers d’associations locales, de commerces et de membres individuels. Elle représente leurs intérêts par rapport à la politique, aux autorités et à l'espace public, et assume le rôle d'interlocuteur national pour toutes les questions se rapportant à l'homosexualité masculine. Pink Cross s'engage pour l'intégration des gais dans la société, dans la plénitude de leurs droits et de leur dignité.
Organisée en association, Pink Cross est financée exclusivement par les cotisations de ses membres ainsi que par des dons. 

## Historique
Pink Cross a été fondée le 5 juin 1993, le secrétariat national de Berne occupe un employé permanent depuis mars 1994, et compte 4 employés (2,4 ETP) en 2017.
Adrian Knecht et Gonzague Bochud en sont les co-présidents en 2024.
En 2015, l'association annonce porter plainte contre l'évêque de Coire. Vitus Huonder, ce dernier ayant cité des versets de la Bible condamnant à mort les personnes couchant avec des personnes de même sexe. Le 9 octobre 2015, le ministère public des Grisons annonce avoir classé la plainte. Le 12 octobre Pink Cross annonce à son tour un recours contre cette décision auprès du tribunal cantonal. Le 20 mai 2016, le tribunal cantonal des Grisons rejette la plainte, en arguant qu’on ne peut pas identifier « une quelconque incitation implicite ou explicite à tuer des homosexuels » dans les propos incriminés. Pink Cross, condamnée à verser 1 200 francs suisses à Mgr Huonder en réparation du tort subi, renonce à faire appel devant le tribunal fédéral suisse.
En avril 2018, Pink Cross s'oppose avec d'autres associations à la venue du chanteur Bounty Killer à Zurich en raison de ses positionnements homophobes.

## Objectifs
La loi sur le partenariat, acceptée en votation populaire le 5 juin 2005, est l’aboutissement d’un engagement obstiné. Pour les prochaines années[Quand ?], Pink Cross s'est fixé les buts suivants :
1. Extension de la norme pénale antiraciste (article 261 bis du CP) en vue d'une norme pénale qui protège de la discrimination fondée sur l'orientation et l'identité sexuelles.
2. Information dans les écoles au sujet de l'orientation sexuelle, intégration du thème dans les programmes et dans les manuels scolaires.
3. Décrispation de la situation sur le lieu de travail. Sensibilisation des employeurs et des employés ainsi que de leurs fédérations au danger du mobbing et aux autres préjudices susceptibles d'apparaître en lien avec l'orientation sexuelle.
4. Engagement exemplaire de la Suisse officielle pour les droits humains des gays et des lesbiennes dans le monde entier. Pink Cross veut que la Suisse fasse partie de ces pays qui s'engagent le plus pour les gays et les lesbiennes.
5. Amélioration de la santé des hommes gays. Pink Cross initie ou soutient des mesures en vue de la santé psychique et physique des hommes homosexuels.

## Collaborations
Pink Cross travaille de concert avec les autres organisations nationales que sont l'Organisation suisse des lesbiennes (LOS), l’Association des managers gays (Network) et l’Association des parents et amis de gais et de lesbiennes (FELS).
Pink Cross travaille en collaboration étroite avec les associations régionales et avec les groupes qui représentent des intérêts ou des professions particuliers.
Pink Cross est favorable à une  politique de santé privilégiant une approche responsable du sida et de ses conséquences sociales par les autorités, les institutions et les particuliers. Raison pour laquelle  elle est également membre de l'Aide suisse contre le sida (de). 
Au niveau international, Pink Cross travaille en collaboration avec l'International Lesbian and Gay Association.